# Krystyna Dukielska
Krystyna Dukielska (ur. 28 października 1946 w Nowych Grochalach) – polska polityk, posłanka na Sejm PRL VIII kadencji.

## Życiorys
W 1969 uzyskała wykształcenie średnie zawodowe w Technikum Elektronicznym w Warszawie. Pracowała jako starszy mistrz w Zakładach Radiowych im. M. Kasprzaka w Warszawie.
W 1963 przystąpiła do Związku Młodzieży Socjalistycznej, a w 1966 do Polskiej Zjednoczonej Partii Robotniczej. Pełniła w tych organizacjach różne funkcje. W latach 1969–1973 zasiadała w Dzielnicowej Radzie Narodowej Warszawa-Wola. W latach 1980–1985 pełniła mandat posłanki na Sejm PRL VIII kadencji w okręgu Warszawa Wola, zasiadając w Komisji Handlu Zagranicznego, Komisji Przemysłu Ciężkiego, Maszynowego i Hutnictwa, Komisji Przemysłu oraz w Komisji Współpracy Gospodarczej z Zagranicą i Gospodarki Morskiej.